# Carpophage de Nouvelle-Zélande
Hemiphaga novaeseelandiae
Espèce
Statut de conservation UICN

 NT  : Quasi menacé
Le carpophage de Nouvelle-Zélande ou kereru (Hemiphaga novaeseelandiae ; en maori de Nouvelle-Zélande kererū) est la seule espèce de pigeons de Nouvelle-Zélande. L'oiseau appartient à la famille des Columbidae et à la sous-famille des Ptilinopus. On le retrouve en Asie du Sud-Est, dans la péninsule Malaise, en Australie et[réf. nécessaire] en Nouvelle-Zélande. Les deux sous-espèces de carpophage appartiennent à la famille des pigeons du genre Hemiphaga (Bonaparte, 1854). Elles diffèrent du pigeon ramier européen par leur plumage, d'un bleu vert argenté, contrastant avec l'éclat de leur torse blanc. Le carpophage de Nouvelle-Zélande a les pattes et le bec rouges.
Il est également endémique de la Nouvelle-Zélande.

## Nom
L'oiseau est connu sous le nom Māori de Kererū, nom que lui donnent aussi les Néo-Zélandais en anglais. On retrouve aussi les appellations kūkupa et kūkū dans le Nord de l'île, plus spécifiquement dans la région Northland. En anglais, les carpophages de Nouvelle-Zélande sont également appelés "wood pigeons", soit des pigeons ramiers en français, bien qu'il s'agisse de deux espèces différentes.

## Morphologie
Les kererū pèsent entre 550 et 850 grammes. La morphologie du carpophage néo-zélandais est celle d'un pigeon ordinaire : tête de taille petite, un bec droit à base souple, des plumes peu attachées.
Son comportement est aussi semblable à celui des autres espèces de pigeons, à savoir :
- boire par succion
- intimider avec ses ailes en entrechoquant celles-ci en cas de menace
- un vol en plongeon
- des inclinaisons
- des lissages fréquents

On distingue les carpophages de Nouvelle-Zélande qui habitent sur les îles Chatham des autres par leur taille et leur poids. En effet, les carpophages nichant sur ces îles font en moyenne 55 centimètres et 800 grammes ; les autres font 51 centimètres pour 650 grammes. Les deux ont un plumage brillant vert et violet, sur leur tête, gorge et ailes, avec une teinte bronze pour les autres plumes. La poitrine est en revanche blanche. Quant au bec il est rouge, tout comme les yeux et les pattes. Les oisillons ont les mêmes couleurs mais plus pâles et ternes sur le bec, les yeux et les pattes.
Les carpophages de Nouvelle-Zélande sont reconnaissables par leur cris "cou" [ku], ainsi que par le bruit de frottement de plumes qu'ils font en volant. Son vol est aussi caractéristique : l'oiseau monte progressivement en battant des ailes avant de se laisser chuter en pic en un plongeon, réalisant des vols paraboliques,.

## Alimentation
Le carpophage de Nouvelle-Zélande est un oiseau frugivore se nourrissant des jeunes pousses des arbres et buissons, mais aussi des feuilles, fleurs et des bourgeons. Il a un rôle important dans la dispersion et la semence des graines : l'oiseau peut manger différents fruits tels que des drupes, ainsi que le fruit des Beilschmiedia, et des baies de miro qui peuvent le rendre ivre. Quant aux feuilles, il préfére celles des Sephora, des Cytisus proliferus, des saules, des ormes et des peupliers. En période de reproduction, le carpophage de Nouvelle-Zélande mange des feuilles riches en protéines.

## Reproduction
La période de reproduction des carpophages de Nouvelle-Zélande dépend de la disponibilité de fruits mûrs. Une disponibilité qui n'est pas la même d'une année à l'autre, et qui n'est pas la même aussi selon l'endroit où l'on se trouve. L'oiseau raffole de fruits et feuilles d'arbres tropicaux, tels que les Lauraceae et les Arecaceae,,,, dont la concentration est élevée dans les forêts tropicale du Nord du pays. Ils se nourrissent aussi d'espèces de Podocarpaceae comme le miro (en) et le Dacrycarpus dacrydioides,,,.
Dans la partie Nord de l'Île du Nord, où il fait plus chaud, les carpophages peuvent nicher toute l'année s'il y a assez de fruit (à l'exception de la période de mue qui s'étend de mars à mai). Plus au Sud, où poussent moins d'arbres tropicaux, les carpophages de Nouvelle-Zélande se reproduisent d'octobre à avril, c'est-à-dire pendant le printemps et l'été austral ; leur cycle de reproduction est lié à la quantité de fruits mûrs disponibles.
Les carpophages de Nouvelle-Zélande font des nids en brindilles, fragiles et peu profonds. La femelle pond un seul œuf qu'elle couve pendant une période de 28 jours. L'oisillon restera dans le nid pendant 30-45 jours, nourrit de lait de jabot, avant de prendre son envol. Pendant une saison où les fruits sont abondants, les femelles peuvent pondre jusqu'à quatre fois,.

## Habitat
Son habitat préférentiel est la forêt primaire, cependant il vit également dans des forêts où la hauteur des arbres est importante, ainsi que dans les sous-bois dense. Il est également observable en périphérie des villes, voire dans les parcs et jardins. On le retrouve aussi bien dans des zones montagneuses que côtières.
Il est visible jusqu'à 1 100 mètres d'altitude.

## Conservation
La population des carpophages de Nouvelle-Zélande a fortement baissé depuis l'arrivée des hommes en Nouvelle-Zélande. Cette tendance continue, plus particulièrement sur l'Île du Nord, mais ils restent communs dans l'Ouest et sur l'Île du Sud et sur les côtes de la région d'Otago.
L'arrivée d'opossum d'Australie, de la famille Trichosurus vulpecula, ainsi que des espèces de rats arrivées par bateau avec les colons - comme le rat noir (Rattus rattus), le rat polynésien (Rattus exulans) et le rat brun (Rattus norvegicus) - a drastiquement fait chuter la quantité de fruits, donc la nourriture de nombreux oiseaux néo-zélandais ; ces rongeurs se nourrissant aussi des œufs des oiseaux, leur nombre a chuté davantage.
La population de carpophages de Nouvelle-Zélande a aussi été menacée par la chasse, par la dégradation de leur habitat et d'un taux de reproduction en déclin,,. Des restrictions de chasse ont été décidées dès 1864, avant que l'espèce ne soit protégée en 1921. Cela a créé un mécontentement chez les Maoris, dont la chasse au carpophage fait partie de leurs traditions culturelles. Néanmoins, l'oiseau a été totalement protégé en 1953 sous le Wildlife Act, entrainant des poursuites en cas de chasse.

## Statut pour les Maoris
Les Maoris considèrent le kererū comme un Taonga, un trésor. Ils chassaient l'oiseau pour sa chair et ses plumes dans plusieurs iwi, tels que les Ngai Tuhoe pour qui il représentait une part importante de leur culture, en installant des pièges, ou plus rarement à la lance. Des pièges étaient ainsi placés sur le bord d'abreuvoirs placés dans les arbres,. Quand l'oiseau se posait pour boire, il se faisait attraper. Occasionnellement, les carpophages apprivoisés pouvaient être utilisés comme appâts. Les plumes servaient à faire des manteaux, des korowai,,.
L'oiseau est aussi important dans la mythologie et l'histoire maori. Il est associé au héros et tricheur Māui. Selon une tradition, Māui a pris la forme d'un carpophage quand il est allé dans les sous-bois à la recherche de ses parents. La raison de la couleur des carpophages proviendrait de la jupe ou du tablier, ainsi que de la ceinture que portait Māui, qui n'étaient autres que ceux de sa mère Tāranga. Le tablier, Te Taro o Tāranga, correspondrait au plumage blanc ; la ceinture, Te Tātua a Tāranga, correspondrait par les plumes vert-bleues sur le cou du carpophage.
Sa chair était très appréciée des Māori, mais il est aujourd'hui protégé.

## Liste des sous-espèces
Cet oiseau est représenté par deux sous-espèces :
- Hemiphaga novaeseelandiae novaeseelandiae (Gmelin, 1789) ;
- Hemiphaga novaeseelandiae spadicea (Latham, 1802).

Autrefois considéré comme une sous-espèce, Hemiphaga chathamensis (Rothschild, 1891) a été décrit comme une espèce à part entière en 2001.